# Edlesborough
Edlesborough est un village et une paroisse civile du Buckinghamshire, en Angleterre. Il est situé dans l'est du comté, sur la rive gauche de l'Ouzel (en), un affluent de la Great Ouse qui marque la frontière du Bedfordshire. La ville la plus proche, Dunstable, est à 5 km au nord-est.

## Toponymie
Edlesborough est un nom d'origine vieil-anglaise désignant une colline ou un tertre (beorh) associé à un homme appelé Eadwulf. Il est attesté pour la première fois sous la forme Eddinberge dans le Domesday Book, compilé en 1086.

## Histoire
Le Domesday Book indique que le manoir d'Edlesborough appartient en 1086 au baron Gilbert de Gand (en). Le village compte alors 50 foyers et son revenu annuel est estimé à 13 livres.
Au Moyen Âge, Edlesborough fait partie du hundred de Cottesloe (en). Il est rattaché au district rural de Wing (en) de 1894 à 1974, puis au district non métropolitain d'Aylesbury Vale de 1974 à 2020. Le hameau de Hudnall est détaché de la paroisse civile d'Edlesborough en 1885 pour rejoindre celle de Little Gaddesden, dans le Hertfordshire.

## Démographie
Au recensement de 2011, la paroisse civile d'Edlesborough comptait 2 604 habitants.
| 1801 | 1811  | 1821  | 1831  | 1841  | 1851  | 1881  |
| ---- | ----- | ----- | ----- | ----- | ----- | ----- |
| 997  | 1 146 | 1 378 | 1 490 | 1 722 | 1 838 | 1 598 |

| 1891  | 1901  | 1911 | 1921 | 1931 | 1951  | 1961  |
| ----- | ----- | ---- | ---- | ---- | ----- | ----- |
| 1 371 | 1 030 | 916  | 898  | 885  | 1 117 | 1 334 |

| 1971  | 1981 | 1991 | 2001 | 2011  | - | - |
| ----- | ---- | ---- | ---- | ----- | - | - |
| 1 556 | ?    | ?    | ?    | 2 604 | - | - |

## Culture locale et patrimoine
L'église paroissiale d'Edlesborough est dédiée à sainte Marie. Les plus anciennes parties du bâtiment (la nef, les collatéraux et le chancel) remontent au XIIIe siècle, avec des vitraux et un clocher du XIVe siècle et une claire-voie et des porches du XVe siècle. Elle est protégée en tant que monument classé de grade I depuis 1966.